# Казыбаев, Какимжан Казыбаевич
Какимжан Казыбаевич Казыбаев (каз. Кәкімжан Қазыбаев; 10 мая 1929, аул Бакалы, Саркандский район, Алматинская область, КазССР, СССР — 21 октября 1989, Алматы, КазССР, СССР) — советский казахский писатель и государственный деятель.

## Биография
В 1952 году окончил КазГУ (ныне КазНУ им. аль-Фараби).
В 1952—1958 годах — сотрудник отдела литературы газеты «Ленинская смена» (ныне «Жас Алаш»), заведующий отделом, затем ответственный редактор, в 1958—1968 годах заместитель редактора газеты «Жетысу» Алматинской области.
В 1972—1974 годах заместитель председателя Государственного комитета по делам полиграфии и книжной торговли, типографии Казахстана.
В 1977—1982 годах директор КазТАГ, в 1982—1985 секретарь ЦК Компартии Казахстана, с 1985 года главный редактор журнала «Коммунист Казахстана» (совр. «Акикат»).
Депутат Верховного Совета Казахской ССР IX созыва.
Основная тема произведений — жизнь и быт аула, дружба народов, трудности, которые пережил народ во время Великой Отечественной войны. Автор повести «Кернеген кок» (1966), романов «Ызгар» (1972, на русском языке — 1976), «Аманат» (1979, на русском языке — 1982). Перевёл на казахский язык мемуары С. М. Штеменко «Главный штаб военных лет» и «Дневник офицера» Б. Момышулы.
Автор статьи «Казах, который водрузил знамя над Рейхстагом» от 21 февраля 1958 года, в которой рассказывается о подвиге Рахимжана Кошкарбаева, совместно с красноармейцем Григорием Булатовым водрузившем красное знамя на фасаде («на лестнице главного входа») здания Рейхстага. Опубликовал ряд статей, которые легли в основу написанной им в 1965 году повести о подвиге Рахимжана Кошкарбаева «Кернеген кек» («Священное возмездие»).

## Признание и память
- 1957 — Почётная грамота Верховного Совета Казахской ССР (5 ноября)
- 1962 — Почётная грамота Верховного Совета Казахской ССР (4 мая)
- 1969 — Почётная грамота Верховного Совета Казахской ССР (16 июля)
- 1979 — Почётная грамота Верховного Совета Казахской ССР (8 мая) — за активную работу в печати на протяжении многих лет и в связи с 50-летием со дня рождения.
- 1980 — Почётные звания «Заслуженный работник культуры Казахской ССР» (19 июня)

В 2009 году в селе Койлык был открыт памятник Какимжану Казыбаеву. Одна из улиц города Астана носит его имя.

## Семья
Жена — Орынша Карабалина-Казыбаева, дети — сыновья Батыр и Нуртас, дочь Наргуль.